# Pronti, attenti, via!!!
Pronti, attenti, via!!! (Ready.. Set.. Zoom!) è un film del 1955 diretto da Chuck Jones. È un cortometraggio d'animazione della serie Looney Tunes, uscito negli Stati Uniti d'America il 30 aprile 1955. Ha come protagonisti Willy il Coyote e Beep Beep.

## Trama
Appena svegliato, Willy (Affamatus-affamatus) vede Beep Beep (Rapidissimus rex) dalla cima di una rupe e lo insegue, ma viene surclassato dalla sua velocità e prova quindi a catturarlo o ucciderlo con i seguenti metodi:
- cosparge un tratto della strada di colla, ma essa finisce per causargli problemi prima con un camion e poi con un candelotto di dinamite;
- cerca di intrappolare Beep Beep in un tronco cavo in bilico su un precipizio, ma quando entra a sua volta nel tronco, Beep Beep esce da un buco superiore e il tronco cade con Willy dentro;
- costruisce una trappola per schiacciare Beep Beep sotto un peso da diecimila libbre, ma essa si aziona solo quando ci passa sotto lui;
- tenta di catturare Beep Beep con un lazo a cui ha legato dei candelotti di dinamite, ma l'uccello prende una strada secondaria e Willy si ritrova ad aspettare finché il lazo non gli esplode in mano;
- si prepara a lanciarsi con un elastico, ma Beep Beep compare dietro di lui e l'elastico lo lancia contro un camion;
- usa una vasca da bagno piena d'acqua, un motore fuoribordo, una carriola e dei pattini a rotelle per costruire un carro idroelettrico che gli dia velocità, ma esso lo fa cadere da un ponte interrotto;
- si lancia contro Beep Beep con un razzo ma sfonda la strada e finisce in una miniera, dopodiché il razzo esplode;
- si traveste da femmina di roadrunner, ma così facendo viene inseguito a sua volta da numerosi coyote che vogliono mangiarlo.

## Distribuzione

### Edizioni home video

#### VHS
America del Nord
- The Road Runner & Wile E. Coyote's Crash Course (1993)

#### Laserdisc
- The Road Runner Vs. Wile E. Coyote: If At First You Don't Succeed... (18 maggio 1994)

#### DVD
Il corto fu pubblicato in DVD-Video in America del Nord nel secondo disco della raccolta Looney Tunes Golden Collection: Volume 2 (intitolato Road Runner and Friends) distribuita il 2 novembre 2004; il DVD fu pubblicato in Italia il 16 marzo 2005 nella collana Looney Tunes Collection, col titolo Beep Beep e i suoi amici. In Italia fu inserito anche nel DVD Il tuo simpatico amico Willy il Coyote, uscito il 9 settembre 2009, mentre in America del Nord fu inserito nel primo disco della raccolta DVD Looney Tunes Spotlight Collection Volume 7, uscita il 13 ottobre 2009.